# I Forget Where We Were (single)
I Forget Where We Were is een nummer van de Britse singer-songwriter Ben Howard uit 2014. Het is de eerste single van zijn gelijknamige tweede studioalbum.
"I Forget Where We Were" is een rustig indiefolknummer. De plaat werd een bescheiden succesje in Howards thuisland het Verenigd Koninkrijk, waar het de 54e positie bereikte. In het Nederlandse taalgebied was het iets minder succesvol. De Nederlandse Top 40 werd niet gehaald, wel bereikte het 88e positie in de Nederlandse Single Top 100. In Vlaanderen kwam het tot een 27e positie in de Tipparade.